# Ревуцкий, Авром
Авром (Аврум, Абрам) Ревуцкий (1889, Смела — 1946, Йонкерс) — украинско-еврейский политический и государственный деятель, журналист, идишский писатель.

## Биография
Родился в Смеле в семье раввина Шмила (Самуила) Аврумовича Ревуцкого (1866—?) и Хавы (Евы) Левиной. Вскоре после его рождения семья перебралась в Палестину. Учился в начальной ивритской школе в Реховоте. Затем, после возвращения семьи в Россию, в гимназии в Аккермане (1907). Учился в Вильно и в Высшей технической школе в Вене. В 1916 году окончил физико-математический факультет Новороссийского университета в Одессе.
Работал в редакции газеты «Одесский Листок». Под влиянием отца, а также Бера Борохова, в 1905 году присоединился к еврейской социал-демократической партии левого направления Поалей-Цион (партийная кличка Шлимович). С 1913 года — член Бюро Всемирного социалистического союза еврейских рабочих, в качестве эмиссара которого посетил накануне Первой мировой войны балканские страны.
Во время Центральной Рады был товарищем министра еврейских дел, в 1918 г. стал министром еврейских дел УНР. На Трудовом конгрессе 22-28 января 1919 года в Киеве от еврейских партий участвовали Моисей Рафес и Ревуцкий. Тогда как Рафес высказался за советскую власть, Ревуцкий назвал обязанностью социалистических партий на Украине поддержку её независимости. Протестуя против волны погромов, которые Директория не пыталась предотвратить, вышел в отставку и переехал в Палестину. Вследствие острой критики британских мандатных властей, в 1922 г. был выслан, сначала поселился в Берлине, а в 1924 г. переехал в США, где сотрудничал в еврейских журналах.
Автор воспоминаний «В тяжелые дни на Украине. Заметки еврейского министра».

## Произведения
- «В тяжелые дни на Украине» (идиш אין די שווערע טעג אויף אוקראינע‎). (Берлин, 1924)
- Авром Ревуцкий. Wrenching times in Ukraine: memoir of a Jewish minister / translation by Sam Revusky and Moishe Kantorowitz. — St. John's, NFLD. : Yksuver Pub., 1998. — ISBN 0-9681751-1-2.
- «Евреи в Палестине» (английский, Н.-Й., 1935; французский, Париж, 1936) многократно переиздавалась (четвертое издание — в 1947 г.).